# Beeston (Nottinghamshire)
Beeston è una cittadina di 21 000 abitanti della contea del Nottinghamshire, in Inghilterra.